# بولتسمان ۲۴۷۱۲
سیارک ۲۴۷۱۲ (به انگلیسی: 24712 Boltzmann، نامگذاری:1991RP3) بیست و چهار هزار و هفتصد و دوازدهمین سیارک کشف شده‌است که در ۱۲ سپتامبر ۱۹۹۱ کشف شد.
قدر مطلق سیارک برابر ۱۰.۲ است.